# موصل كان

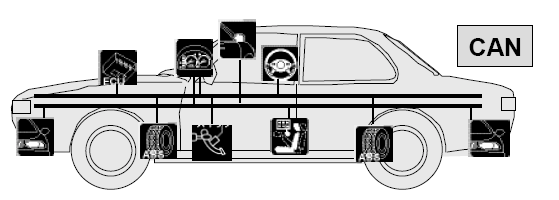

موصل كان (بالإنجليزية: Controller Area Network)‏ شبكة منطقة المتحكم، هو موصل تسلسلي من إنتاج شركة بوش يَجد رواجاً كبيراً في السيارات وله أهمية كبيرة في الأنظمة المضمنة. كما أن هناك بروتوكولاً بنفس الاسم لتنظيم التواصل على هذا الموصل.
طور موصل الكان لأول مرة في عام 1983 للتخفيض من طول الأسلاك (حتى 2 كم للمركبة الواحدة) ومن ثم لتخفيف الوزن الإجمالي للسيارة، وقد طورته شركة بوش لاستخدامه في ربط أجهزة التحكم في السيارات، وعُرض وسُوق لاحقاً في سنة 1987 بالتعاون مع شركة إنتل. يَخضع موصل الكان للمواصفات والمعايير الموحدة دولياً إيزو 11,898 ويحدد طبقة 1 (الطبقة الفيزيائية) و2 (طبقة وصلة البيانات) ضمن مرجع أو إس آي. وهو يَقوم بتنفيذ مهام الاتصال الرئيسية والتي تتحدث بين أجزاء السيارة. وقد ابتكرت العديد من الرقائق من هذه النوعية لتوظيفها في مجالات مختلفة. وتسمى الرقائق المستخدمة في مجال صناعة السيارات رقائق التحكم في الشبكات (CAN). وتصل سرعة نقل البيانات في هذه الرقائق إلى 500 كيلوبايت في الثانية، حيث تفوق سرعة هذه الرقائق سرعة الرقائق الأخرى.